# Ludwik Solski
(Ludwik Solski)
Ludwik Solski, nome completo Ludwik Napoleon Karol Sosnowski (Gdów, 20 gennaio 1855 – Cracovia, 19 dicembre 1954), è stato un attore teatrale e direttore teatrale polacco noto per la lunga attività, iniziata nel 1876 e terminata all'età di novantanove anni con uno spettacolo nel quale, tuttavia, interpretava il protagonista.
La sua professione lo ha portato ad indossare le vesti di oltre mille personaggi di alcune opere celebri, note solo in Polonia o dimenticate dal tempo. Tra il 1905 e il 1913 fu il direttore del Teatro Juliusz Słowacki di Cracovia - così chiamato in memoria del connazionale poeta romantico Juliusz Słowacki. Dal 1919 al 1939 lavorò in vari teatri, in tutta la Polonia, anche durante l'occupazione nazista, poi, nel 1944, ad un anno dalla fine della Guerra, tornò nell'amata Cracovia, città alla quale è legato il suo nome. In sua memoria l'Accademia Drammatica delle Arti di Cracovia è stata ribattezzata Accademia Ludwik Solski per le Arti Drammatiche. È stato seppellito nella cripta della chiesa di San Michele Arcangelo e San Stanislao (Skałka) di Cracovia, dove oggi riposa con altri grandi intellettuali polacchi suoi contemporanei e non: il Premio Nobel per la Letteratura Czesław Miłosz, Wincenty Pol, Stanisław Wyspiański, Adam Asnyk, Józef Ignacy Kraszewski e Lucjan Siemieński.